# Biserica de lemn din Zăpodeni

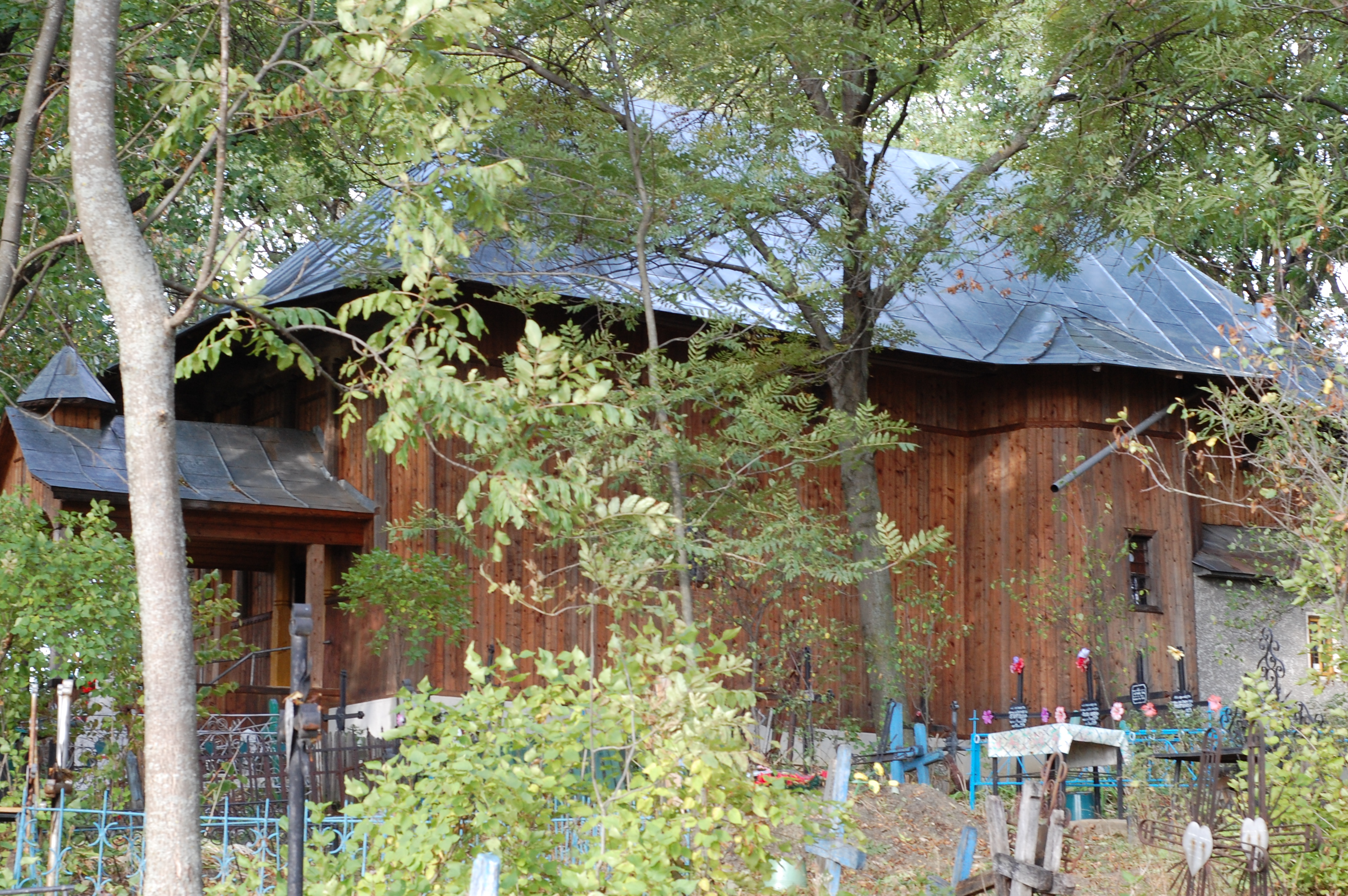
Biserica de lemn din Zăpodeni

Biserica de lemn "Sfântul Nicolae" din mahalaua Zăpodenii de Sus, comuna Zăpodeni, județul Vaslui, datează din anul 1770. Biserica a fost construită din lemn de stejar "de pe loc" de către meșterii Ioan Muștiuc, Pavel Stoleriu și Zaharia Rusu, ctitor fiind Carp Bălăuță. Se află în cimitir, în partea de nord-est a comunei. 
Biserica se găsește pe Lista Monumentelor Istorice din anul 2004 la numărul 423, având codul  VS-II-a-A-06898 , alături de turnul clopotniță, având codul VS-II-m-A-06898.01 .
Biserica a fost reparată în urmă cu câțiva ani de către comunitatea locală, fiind placată cu scândură, schimbându-i-se tabla și prelungindu-i-se poala, pentru a o proteja mai bine de intemperii (îndeosebi pe latura de nord-vest). Și clopotnița a beneficiat de reparații. În trecut, în preajma bisericii au existat încă două clopotnițe.

## Imagini

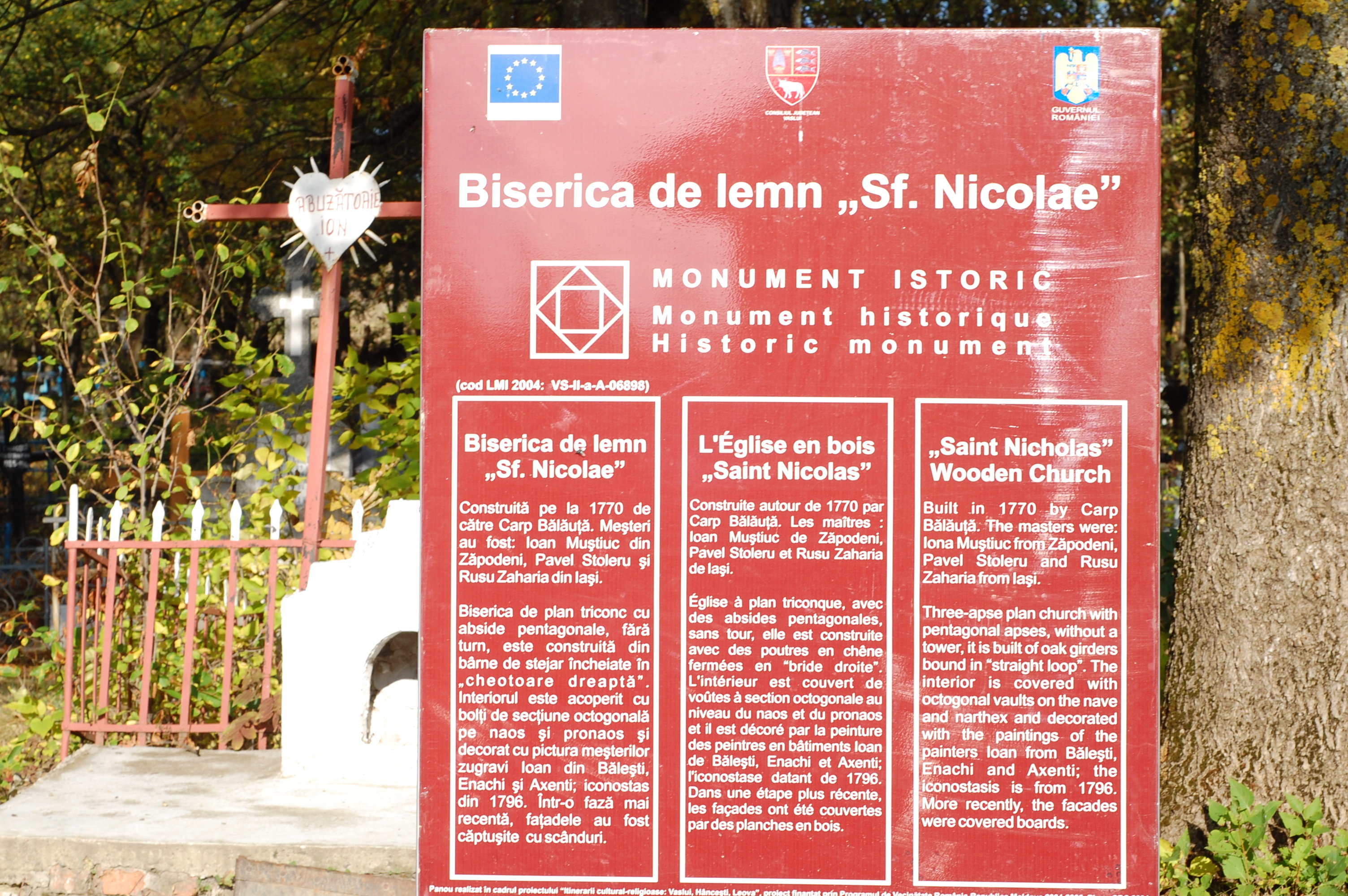
Panou informativ
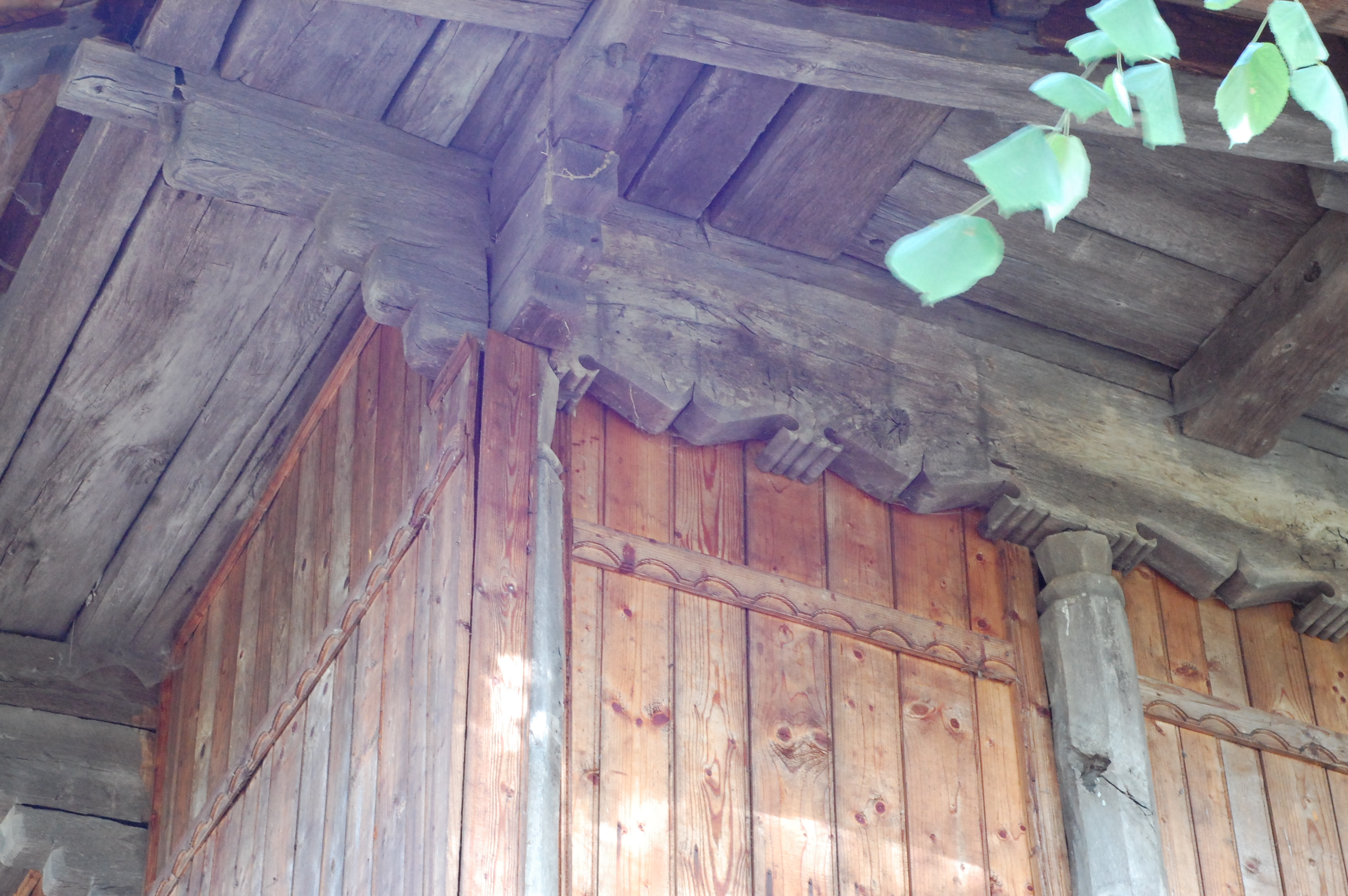
Pridvorul pe latura de nord-vest
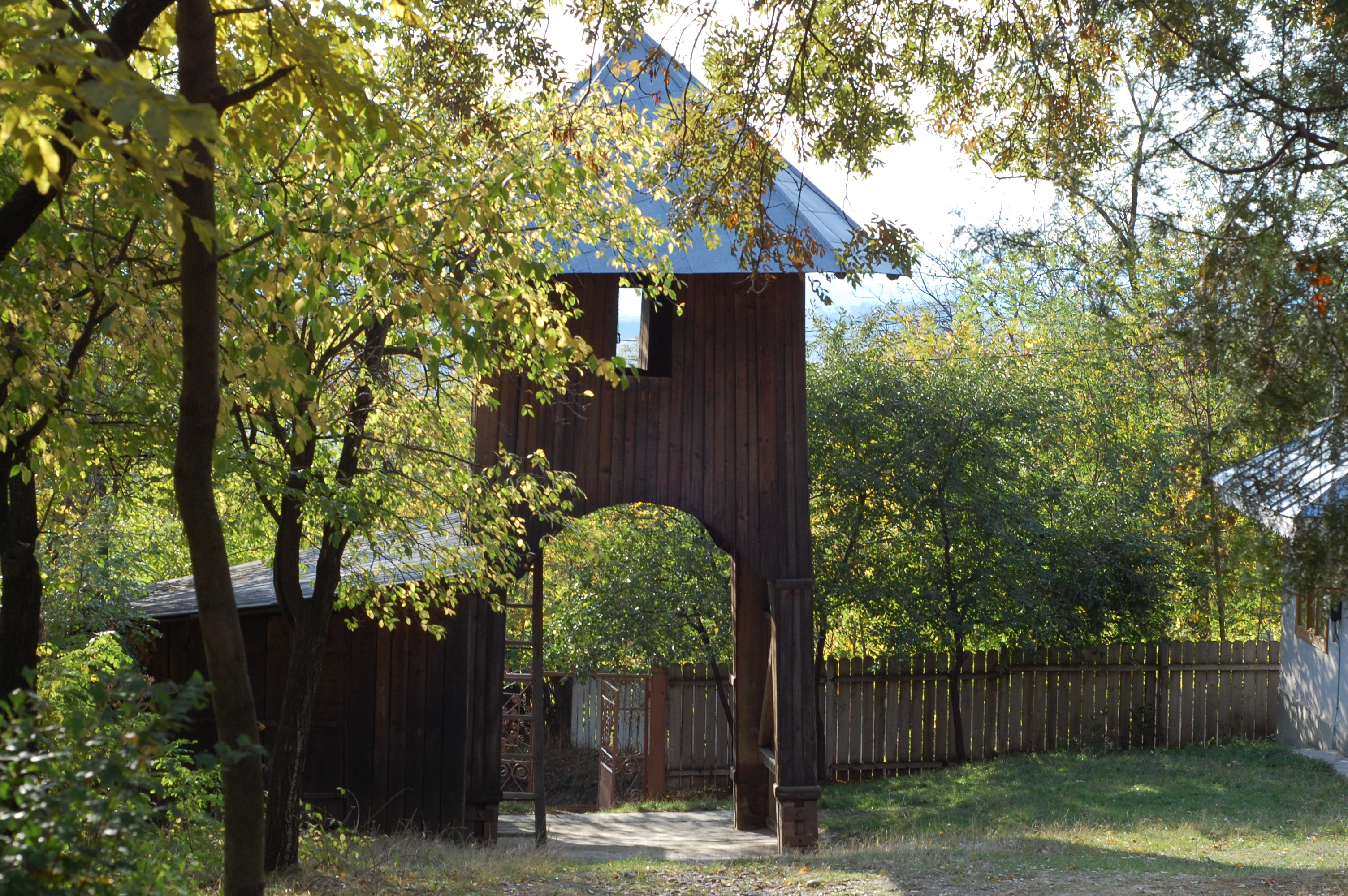
Turnul clopotniţă văzut din curtea bisericii